# サバヒー粥

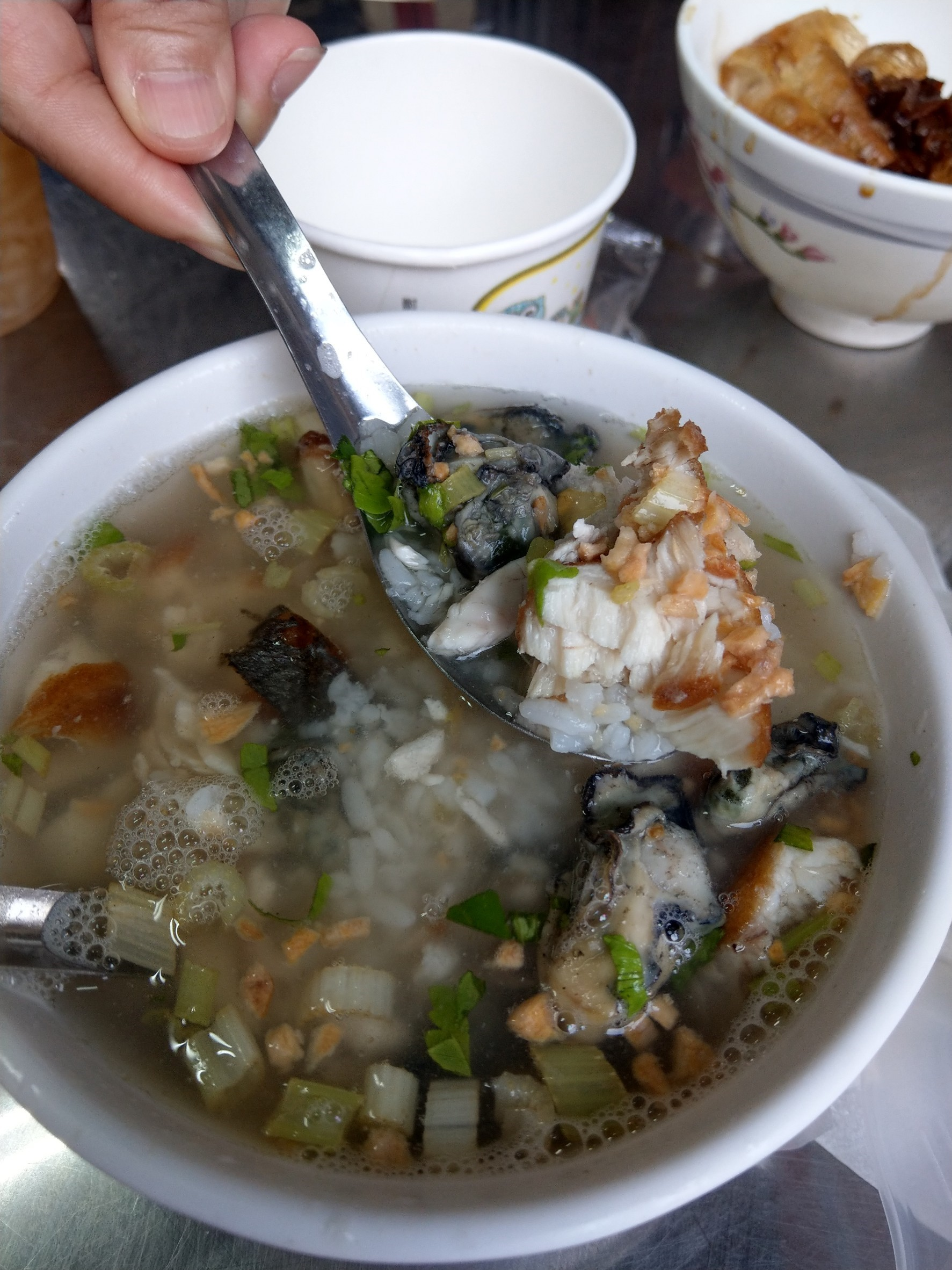
サバヒー粥の例

サバヒー粥（サバヒーかゆ、中国語: 虱目魚粥）は、台湾南部の伝統的な朝食料理。台湾近海で獲れる魚のサバヒーを入れた米の粥である。
台湾では朝食として、シンプルな粥や魚のスープが伝統的に食されていた。